# Viviano Guida
Viviano Guida (Casorate Primo, 28 febbraio 1955) è un allenatore di calcio ed ex calciatore italiano, di ruolo difensore.

## Carriera

### Giocatore
Inizia nelle giovanili dell'Inter esordendo non ancora ventenne (il 1º dicembre 1974) in Serie A con i neroazzurri allenati da Luis Suárez sconfitti per 1 a 0 a Milano dalla Juventus. Spedito a farsi le ossa in Serie B con il Varese di Pietro Maroso, torna, nel 1976, nell'Inter di Giuseppe Chiappella ma, pur partendo titolare, non riesce a mantenere il posto e con la squadra milanese chiude nel 1977 dopo aver giocato 13 gare in Serie A, 11 di Coppa Italia e 2 di Coppa UEFA.

Guida con la maglia dell'Inter a metà anni 1970

Nel medesimo anno viene trasferito in via definitiva al Brescia dove rimane per cinque campionati - quattro di B ed uno di A - conquistando la Serie A nel 1980 con Luigi Simoni. Gioca quindi altri due campionati di Serie B - uno con la Cavese e quindi, dal novembre del 1983 con il Monza, prima di approdare nel 1984 in Serie C1 con la SPAL di Giovanni Galeone.
Dopo un anno a Ferrara, Guida torna in Serie B con il Catanzaro di Pietro Santin e con i calabresi gioca due campionati, per poi scendere di nuovo in C1 con l'Ischia Isolaverde per poi essere trasferito nel novembre del 1989 in Promozione all'Ercolanese e chiudere nel 1990 con la promozione nel Campionato Interregionale dei campani.

### Allenatore
Dismessa l'attività di calciatore, Guida ha intrapreso quella di allenatore guidando, fra le altre, la primavera del Pavia, la Juve Stabia, il Cremapergo, i dilettanti del Frigirola e l'Oltrepò.
Nella stagione 2014-2015 lavora come collaboratore tecnico di Riccardo Maspero al Pavia, società di Lega Pro.

## Palmarès

### Giocatore

#### Competizioni nazionali
- Campionato italiano Serie C1: 1

Catanzaro: 1986-1987 (girone B)

#### Competizioni regionali
- Promozione: 1

Ercolano: 1989-1990